# Shun Ōbu
Shun Ōbu (jap. 大武 峻 Ōbu Shun; ur. 24 listopada 1992) – japoński piłkarz występujący na pozycji obrońcy. Obecnie występuje w Nagoya Grampus.

## Kariera klubowa
Od 2014 roku występował w klubie Nagoya Grampus.